# Berenice in Siria
Berenice in Siria es una ópera en dos actos del compositor italiano Michele Carafa, con libreto en italiano de Andrea Leone Tottola. Fue estrenada en el Teatro San Carlo de Nápoles el 28 de julio de 1818.

## Historia
Tras el gran éxito que tuvo con su Gabriella di Vergy, Carafa quiso extender su carrera a otros teatros italianos. Pero, tras estrenar en Milán Adele di Lusignano, y antes de pasar a Venecia o a Roma, estrena esta nueva ópera en Nápoes  Pero, a diferencia de lo ocurrido con su Gabriella, el estreno de esta ópera no supone un éxito, sino que pasa desapercibido y no hay constancia de que fuera representada en más ocasiones..
La ópera no ha sido recuperada en época moderna.

## Personajes
| Personaje                                                        | Voz       | Elenco del estreno Director de orquesta: Nicola Festa |
| ---------------------------------------------------------------- | --------- | ----------------------------------------------------- |
| Berenice                                                         | soprano   | Francesca Maffei Festa                                |
| Laodice                                                          | soprano   | Girolama Dardanelli                                   |
| Tolommeo Evergete (bajo el nombre de Clistene)                   | tenor     | Giovanni David                                        |
| Oropaste                                                         | bajo      | Michele Benedetti                                     |
| Togorma                                                          | tenor     | Giuseppe Ciccimarra                                   |
| Asfene                                                           | contralto | Maria Manzi                                           |
| Arsinoe                                                          | contralto | Raffaella de Bernardis                                |
| Evandro                                                          | tenor     | Gaetano Chizzola                                      |
| Cimbro                                                           | bajo      | Giuseppe Spirito                                      |
| Doncellas, soldados egipcios, éforos, guardias y pueblo de Siria |           |                                                       |

Escenografía de Francesco Tortoli.

## Argumento
La acción tiene lugar en el palacio real de Antioquía del Orontes, en el siglo III a. C.
Acto I
Palacio
Togorma está preocupado, pero los grandes le informan que el rey le reclama, y que va a casarse con Laodice. Evandro le cuenta que el rey ha rechazado a su anterior esposa, Berenice, pese a amarla, para casarse con Laodice. Mientras, Togorma recuerda cuánto le debe al rey Antioco. Aparece Berenice, triste tras ser repudiada, y sólo encuentra consuelo abrazando a su hijo (aria: No, miei cari; a tanti affanni). Togorma pide quedarse a solas con ella, algo que Berenice rechaza al principio, por saberlo aliado de Laodice. Togorma le informa que el rey le ha pedido que la vigile, porque tiene miedo de que su hermano Evergete, rey de Egipto, pueda invadirlos, así que se ha propuesto aprovechar la visita del embajador Clistene para invadir el país y nombrar rey al hijo de Berenice, Sear. Pero Togorma le propone a la reina que huya con su hijo a Egipto, lo que forma parte de su trama para acabar con ella, acusándola de traición. Aparece entonces Evergete, disfrazado como el embajador Clistene, clamando venganza por el ultraje que ha sufrido su hermana; Oropaste trata de calmarlo, diciéndole que aún es posible hacer entrar en razón a Antioco, pero Evergete se niega (dúo: Così di un'Evergete). Son interrumpidos por los rumores que salen de las habitaciones reales: el rey ha muerto repentinamente, y Laodice clama venganza, diciendo que ha sido envenenado por la repudiada Berenice. Togorma y Laodice acusan directamente a Berenice, quien para defenderse solo cuenta con “Clistene”, que amenaza con invadir Siria. Laodice cuenta con entronizar a su hijo Seleuco, asegurándose el papel de reina madre. Los éforos serán los encargados de juzgar la cuestión. Una vez solos, Laodice y Togorma ven satisfechos cómo la primera parte de su plan de venganza, matar a Antioco, les ha salido bien, y se preparan para la segunda, matar a Berenice, aunque la reina planea deshacerse de su aliado en cuanto alcance el poder. Llega la corte para entronizas a Seleuco, para gran satisfacción de Laodice (aria: A rendervi contenti) cuando son retenidos por Oropaste, que recuerda que la elección del sucesor recae en los éforos. Laodice estalla de rabia. Oropaste promete una rápida sucesión y el castigo a quien las pruebas confirmen como asesino del rey. Cuando todos se van llegan Berenice y Evergete (aunque ella no lo reconozca como su hermano), quien le promete que las tropas egipcias la vengarán. Al verlos, Togorma hace venir a Laodice. Evergete le promete a Berenice que su hermano llegará con sus soldados ese mismo día para salvarla, pero Laodice le escucha y le dice que parta de inmediato, amenazando con matar a Berenice, que va a ser juzgada de inmediato por los éforos
Sala del consejo de los éforos 
Oropaste, para consultar a los dioses, pide que Laodice, Berenice y Clistene sean traídos ante su presencia. Togorma se niega a que vaya Clistene, enfrentándose ambos. Tras escucharles, Oropaste dice que han descubierto al asesino fugitivo, que no es otro que el egipcio Cimbro, que llega acompañado por Sear. Aunque Cimbro dice ser inocente, todos creen que ha asesinado al rey por orden de Berenice, quien no consigue defenderse, mientras Evergete promete destruir Siria.
Acto II
Atrio del palacio
Evergete defiende a su hermana ante Laodice, quien lo rechaza. Ante sus amenazas, ella le recuerda que es reina y que él no puede hacer nada contra ella, pero él le promete que le hará temblar de terror (dúo: Tiranna! mi offendi?). Cuando ella se va, llega Oropaste, informando que los éforos, sobornados o amenazados, han decidido hacer rey a Seleuco, y que no cree poder hacer nada para salvar a Berenice. Solo Evergete puede salvarla, por lo que “Clistene” finalmente le confiesa que él mismo es Evergete, y le pide que vaya a consolar a su hermana (aria: Fra tante angosce, e palpiti).
Palacio
Laodice pide que traigan a su presencia a Berenice y su hijo, prometiendo proteger a quien es hijo de Antioco. Las dos mujeres se enfrentan cuando Togorma llega con la noticia de que la flota egipcia ha desembarcado y Oropaste ha conseguido que el pueblo se ponga de su parte. Laodice pide a sus soldados que se lleven a Sear y lo maten, pero Berenice coge un puñal y lo empuña contra Seleuco; exige que le devuelvan a su hijo y ella dejará libre a Seleuco. El amor de madre obliga a Laodice a aceptar el trato (dúo: Che sei madre a me rammenti?). Los soldados se llevan a Berenice y a su hijo. Asfena llega en su busca para informarle de la llegada de su hermano.
Plaza de Antioquía
El pueblo, dirigido por Oropaste, se dispone a coronar a Evergete. Llega Togorma, sorprendido al darse cuenta de que Clistene era en realidad Evergete, y le ofrece la corona de Laodice a cambio del perdón, que Evergete acepta conceder (aria: Fulmina il brando mio). Pero con la llegada de Asfasia se descubre que Laodice ha hecho encerrar a Berenice en un lugar secreto; Togorma huye para cumplir su venganza y Evergete se dispone a buscarla.
Horrible prisión
Berenice tranquiliza a su hijo (aria: Dolce calma). Aparecen entonces Laodice y Togorma; la reina le pide que mate a Berenice y ella misma hará lo propio con el niño. Pero son detenidos por Evandro, quien guía a Evergete y los demás. Berenice se sorprende al descubrir que Clistene es en realidad su hermano. Evergete condena a muerte a Togorma y a Laodice, quien, viéndose perdida, afirma que entonces envenenó a Antioco para nada. Berenice por fin puede regocijarse de su suerte.

## Estructura
- Sinfonía

Acto I
- N. 1 - IntroduccióneOh lusinghiera speme (Togorma, Coro)
- N. 2 - Coro e Cavatina Alla implacabile - No, miei cari; a tanti affanni (Berenice, Coro, Asfene)
- N. 3 - Dueto Così di un'Evergete (Evergete, Oropaste)
- N. 4 - Septeto Oh nero tradimento! (Laodice, Togorma, Coro, Arsinoe, Oropaste, Evandro, Evergete, Berenice)
- N. 5 - Coro y Aria Se avverso il fato - A rendervi contenti (Laodice, Togorma, Arsinoe, Coro, Oropaste)
- N. 6 - Terceto Perché mio cor... perché (Berenice, Evergete, Laodice)
- N. 7 - Finale I Voi, che il fren delle leggi tenete (Coro, Togorma, Oropaste, Berenice, Laodice, Evergete, Asfene, Arsinoe, Evandro, Cimbro)

Atto II
- N. 8 - Dueto Tiranna! mi offendi? (Evergete, Laodice)
- N. 9 - Cavatina Fra tante angosce, e palpiti (Evergete)
- N. 10 - Coro Ah! fra i lampi di un giusto rigore
- N. 11 - Dueto Che sei madre a me rammenti? (Berenice, Laodice)
- N. 12 - Coro Amica il verde ulivo (Oropaste, Coro, Evandro)
- N. 13 - Aria Fulmina il brando mio (Evergete, Evandro, Oropaste, Coro, Togorma, Asfene)
- N. 14 - Aria Final Dolce calma (Berenice, Evergete, Asfenia, Oropaste, Evandro, Coro)

## Discografía
No existe por el momento ninguna grabación de la ópera.